# Energy Survival
Energy Survival is een televisiejeugdprogramma van de Nederlandse omroep KRO. Het is gebaseerd op het Noorse tv-format Energikampen, dat sinds 2001 loopt. In dit programma reizen teams af naar Noorwegen en spelen daar spellen over energie. Het doel van het programma is om de kijkers bewust te maken van het energieverbruik en de gevolgen ervan. Het programma heeft geen presentator.

## Afleveringen
Aan dit programma doen een aantal teams mee. In 2005 waren dit er zes, sinds 2006 zijn het er vijf. Iedere serie bestaat uit acht afleveringen. In de eerste afleveringen vertrekken de teams per vliegtuig en bus naar het kamp in Noorwegen, dat opgebouwd staat in de ongerepte natuur van de Jotunheimen. Daar aangekomen, krijgen ze gelijk de eerste opdrachten.
In iedere aflevering valt één team af en die moeten een energie-opdracht doen in het basiskamp. Ergens halverwege de reeks krijgen de dan afgevallen teams een kans om terug te keren in de competitie.
Uiteindelijk zijn er in aflevering 7 nog twee teams over en die spelen een finale om de beker. Sinds 2006 doen de winnaars van de finale mee aan de internationale Energy Survival en strijden ze tegen de winnaars van de andere kampen. Deze internationale finale is te zien in aflevering 8.

## Onderdelen

### Tijdrace
Bij de tijdrace moeten de kandidaten afzonderlijk een opdracht uitvoeren in een zo kort mogelijke tijd. Het team dat deze opdracht het slechtst uitvoert, krijgt de minste punten (10) en het team dat deze opdracht het best uitvoert de meeste.

### Energievraag
De kandidaten krijgen ieder een kennisvraag over energie die alleen met JA of NEE kan worden beantwoord. Wordt de vraag goed beantwoord, levert dat 10 extra punten op, anders gaan er 10 af.

### Duel
Na de tijdrace en de energievraag komen alle kandidaten op een aantal punten. Met deze punten krijgen de kandidaten hun plek in de start van het duel. Het team met de meeste punten begint als eerste, het tweede team begint enkele seconden later et cetera. De laatste twee van het duel moeten de zenuwpees doen (met uitzondering van de terugkeerdag, daar moeten de eerste twee de zenuwpees doen om te beslissen welk team terugkeert in de competitie).

### Zenuwpees
Bij de zenuwpees is het de bedoeling om een ring om een draad voort te bewegen tot aan de andere kant. Als de speler met de ring de draad aanraakt, gaat er een lampje branden en een zoemer af en moet het team weer opnieuw beginnen. De verliezer ligt eruit en het andere team gaat door naar de volgende aflevering.

### Energie-opdracht
De afgevallen teams moeten een energie-opdracht uitvoeren in het basiskamp die met een bepaald soort energie te maken heeft.

## Uitslagen internationale finales
| Jaar | Winnend land | Eindstand Nederland |
| ---- | ------------ | ------------------- |
| 2006 | Noorwegen    | tweede              |
| 2007 | Nederland    | eerste              |
| 2008 | Noorwegen    | tweede (laatste)    |

## Behandelde onderwerpen
- Bio-energie (niet alle seizoenen)
- Fossiele energie
- Lichaamsenergie
- Toekomst
- Waterenergie
- Windenergie
- Zonne-energie